# Reserva marina de Taipari Roa (isla Elizabeth)
La reserva marina de Taipari Roa (Isla Elizabeth) es una reserva marina que cubre un área de 613 hectáreas alrededor de la isla Elizabeth, en el interior de Doubtful Sound / Patea de Fiordland en la isla Sur de Nueva Zelanda. Se creó en 2005 y está administrada por el Departamento de Conservación.

## Geografía y ecología
En los fiordos, las fuertes lluvias que caen de las montañas circundantes crean una capa permanente de agua dulce de entre unos 5 centímetros a 10 metros por debajo de la superficie. Más abajo, una capa de agua de mar tranquila, clara y cálida proporciona un hábitat para una serie de esponjas, corales y peces hasta unos 40 metros por debajo de la superficie.
Hay un extenso hábitat de paredes rocosas en el lado occidental de la isla Elizabeth, y hay profundos lechos de algas en el lado sur de la isla. En el canal relativamente poco profundo del lado oriental, hay una serie de alimentadores en suspensión que incluyen corales negros, corales rojos y zooántidos.
En el lado sur de la reserva, la isla Rolla es el hábitat del pingüino crestado de Fiordland.
Los delfines mulares visitan a menudo la reserva.
También hay una serie de esponjas de vidrio de color amarillo brillante que son exclusivas de este fiordo y de las cuevas de Jamaica.

## Historia
El escarpado paisaje del fiordo está formado por glaciares de hielo, que se derritieron durante las épocas glaciales formando valles e islas.
La construcción de la central eléctrica de Manapouri en 1969 provocó importantes cambios en el entorno hidrográfico del Doubtful Sound. Supuso la construcción de un túnel desde el lago Manapōuri que transfirió más agua dulce al estrecho. Esto tuvo una serie de efectos en la vida marina del estrecho, incluidos los corales negros alrededor de la isla Elizabeth.
La reserva formaba parte de una estrategia de conservación que los Guardianes Marinos de Fiordland pusieron en marcha en 2002 y presentaron al Ministerio de Medio Ambiente, Marian Hobbs, y al Ministro de Pesca, Pete Hodgson, en 2003. Se estableció oficialmente el 21 de abril de 2005.
El Ministerio de Industrias Primarias, los Guardianes Marinos de Fiordland y otros organismos participan en la protección de la reserva marina y en detener la propagación de las algas invasoras.

## Investigación y comercio
Se fomentan las actividades educativas y científicas, pero no deben perturbar o poner en peligro las plantas, los animales o los elementos naturales. La investigación científica requiere un permiso del Departamento de Conservación.

## Actividades recreativas
La reserva es accesible desde Te Anau por la carretera de Milford. El anclaje de embarcaciones está prohibido en muchas zonas para proteger las especies especialmente frágiles que pueden ser dañadas por anclas o cadenas oscilantes. Se permite el despegue y el aterrizaje de aviones. Las embarcaciones deben respetar las normas para reducir el impacto en la población de delfines.
La vida marina protegida se puede observar buceando o haciendo snorkel, ya sea de forma independiente o con un servicio de turismo o de alquiler de barcos. Para proteger los frágiles entornos, los buceadores deben seguir los códigos de seguridad y cuidado.
Está prohibido pescar y coger, matar o trasladar vida y materiales marinos. Sin embargo, los miembros de Ngāi Tahu pueden extraer pounamu siempre que cuenten con la autorización correspondiente, recojan sólo a mano, mantengan las molestias en el lugar al mínimo y sólo lleven la cantidad que puedan en un solo viaje. También pueden recoger mamíferos marinos fallecidos y recoger dientes y huesos.